# 扬·什切潘斯基
扬·什切潘斯基（波蘭語：Jan Szczepański，1939年11月20日—2017年1月15日），波兰前男子拳击运动员。他曾代表波兰参加1972年夏季奥林匹克运动会拳击比赛，获得男子60公斤级金牌。